# Krakovská církevní provincie

Krakovská církevní provincie

Krakovská církevní provincie je jedna z čtrnácti církevních provincií římskokatolické církve na území Polské republiky.

## Historie
Provincie byla vytvořena dne 28. října 1925 papežskou bulou Vixdum Poloniae unitas a reorganizována dne 25. března 1992 bulou Totus Tuus Poloniae populus.

## Členění
Území provincie se člení na tyto diecéze:
- Arcidiecéze krakovská (vznik 1000; do 1807 část Hnězdenské církevní provincie, 1807-1818 část Lvovské církevní provincie, 1818-1880 část Varšavské církevní provincie, 1880-1925 podléhající přímo Svatému stolci)
- Diecéze bílsko-żywiecká (vznik 1992)
- Diecéze kielecká (vznik 1805/1882, do 1925 část Varšavské církevní provincie)
- Diecéze tarnowská (vznik 1783/1821, do 1925 část Lvovské církevní provincie)

V letech 1925-1992 byly součástí Krakovské církevní provincie též:
- diecéze čenstochovská (vznik 1925), od 1992 arcidiecéze a součást Čenstochovské církevní provincie
- diecéze katovická (vznik 1925), od 1992 arcidiecéze a součást Katovické církevní provincie

V čele Krakovské církevní provincie stojí arcibiskup-metropolita krakovský, v současnosti (od roku 2005) kardinál Stanisław Dziwisz.